# Lipoptena fortisetosa
Lipoptena fortisetosa är en tvåvingeart som beskrevs av Maa 1965. Lipoptena fortisetosa ingår i släktet Lipoptena och familjen lusflugor. Inga underarter finns listade i Catalogue of Life.